# Penafiel
För andra betydelser, se Penafiel (olika betydelser).
Penafiel är en stad i norra Portugal. Staden har 7 900 invånare medan kommunen har 71 801 invånare. Här förekommer bland annat vinodling.

### Fotnoter
1. ↑  Urban Nilmander (27 november 2011). ”Arkitektur med smak för vin”. Svenska dagbladet. http://www.svd.se/arkitektur-med-smak-for-vin. Läst 13 november 2015.